# Le Roman de ma vie
Ne doit pas être confondu avec Le Roman de la vie.
Pour plus de détails, voir Fiche technique et Distribution.

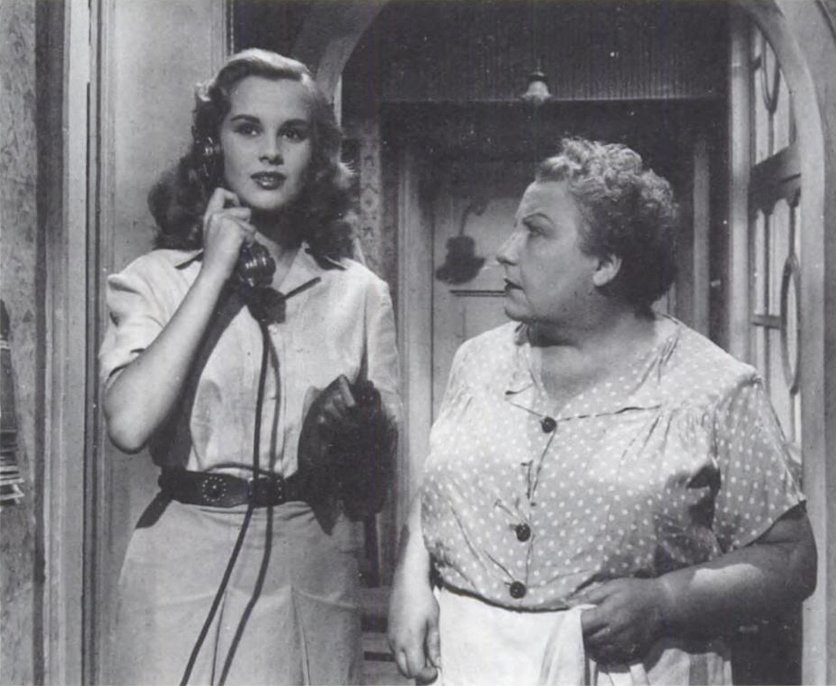

Le Roman de ma vie (Il romanzo della mia vita) est un melodramma strappalacrime italien réalisé par Lionello De Felice et sorti en 1952.

## Synopsis
Biographie romancée du chanteur milanais Luciano Tajoli (qui joue son propre rôle), à partir d'une paralysie infantile qui l'a laissé avec une grave infirmité aux jambes, mais doté d'une voix splendide avec laquelle il se fraye un chemin dans le monde de la chanson, d'abord dans un concours pour amateurs, puis comme chanteur à la radio, et enfin dans les grands théâtres. Il rencontrera aussi le grand amour.

## Fiche technique
- Titre original italien : Il romanzo della mia vita[1],[2]
- Titre français : Le Roman de ma vie[3]
- Réalisateur : Lionello De Felice
- Scénario : Vittorio Nino Novarese, Franco Brusati, Lionello De Felice d'après la vie de Luciano Tajoli
- Photographie : Romolo Garroni (it)
- Montage : Mario Serandrei
- Musique : Luciano Maraviglia
- Production : Francesco Granata-Vigo
- Société de production : Diva Film
- Pays de production :  Italie
- Langue originale : italien
- Format : Noir et blanc - 1,37:1 - Son mono - 35 mm
- Durée : 100 minutes
- Genre : Melodramma strappalacrime, biographie musicale[3]
- Dates de sortie :
  - Italie : 18 décembre 1952
  - France : 6 janvier 1956[3]

## Distribution
- Luciano Tajoli : lui-même
- Antonella Lualdi : Maria
- Fulvia Franco : Clara
- Vittorio Sanipoli : Gianni
- Giulietta Masina : Paola
- Francesco Golisano : Piero
- Guglielmo Inglese : Pasquale Curcio
- Enrico Glori : présentateur
- Lauro Gazzolo : l'avocat Marchetti
- Nino Cavalieri : directeur du théâtre Odéon
- Mario Siletti : organisateur de l'Heure des amateurs
- Camillo Pilotto : commissaire
- Enzo Biliotti : M. Vismara
- Renato Malavasi : professeur consultant
- Fedele Gentile : Enzo Tajoli
- Rita Livesi : la mère de Luciano
- Armando Annuale : professeur de piano
- Claudio Ermelli : gardien du théâtre
- Mimo Billi : le père de Paola
- Gildo Bocci : propriétaire de la trattoria
- Margherita Nicosia : propriétaire de la trattoria
- Bruna Corrà : la serveuse de Clara
- Liana Del Balzo : dame élégante de la trattoria
- Emilio Petacci : médecin
- Alfredo Rizzo : voleur
- Maria Pia Spini : institutrice
- Maria Antonietta Sole : Paola enfant
- Maria Zanoli : Maddalena
- Nietta Zocchi : la tante de Maria
- Maurizio Bramante : Luciano Tajoli enfant
- Guido Martufi : camarade de classe
- Wando Tres : chanteur de l'Amateur Hour
- Renato Greco : aspirant danseur
- Ada Colangeli : roturière